# 泰雅·賓絲
泰拉·琳妮·班克斯（英語：Tyra Lynne Banks，1973年12月4日—），生於美國加州洛杉磯，非裔美國超級名模、演員、歌手、電視製作人以及談話節目主持人。過去亦是高級內衣品牌「維多利亞的秘密」的天使，有「超級名模之母」的美譽，現為《全美超級模特兒新秀大賽》的主持人及評判。

## 個人生平

### 早年生平
泰拉從小在洛杉磯長大，演藝生涯是從電視劇及由迪士尼劇改拍的電影中擔任女主角而崛起。
泰拉於十五歲時開始其模特兒生涯，泰雅自己曾說視模特兒行業為一門生意。她也說過她的大額頭是自己的最大特點，而且她一雙大眼睛的神采像會說話。
她在畢業後曾多次向模特兒公司求職，但多次被拒。後來，泰雅到法國發展，她從歐洲發跡之後變成世界知名的超模之一。
泰拉曾說過影響她這一生最深的人有兩位女性，一位是她的母親，另一位則是脫口秀名主持人歐普拉。

### 模特兒事業
泰拉是躍上 GQ 封面，運動畫報中的泳裝模特兒及維多利亞的秘密內衣秀的首位非裔美國人，並於1997年得到超級名模第一名的殊榮。接著，她被簽下成為維多利亞的秘密的專屬模特兒，更於2005年為維多利亞的秘密走她最後的一場fashion show，此外，她也是Swatch運動錶和封面女郎化妝品的代言人，她曾為Nike、Pepsi、Tommy Hilfiger、Ralph Lauren及Dolce & Gabbana等大型廣告工作。
早年，泰拉亦在麥可·傑克森的音樂錄影帶《Black or White》的其中一段出現。

### 演藝事業
相對於模特兒界的輝煌，在戲劇演出上泰拉才剛起步。她第一次出現在螢光幕前，是在NBC的電視節目《茶煲表哥》（The Fresh Prince of Bel-Air）中擔任角色Jackie，在劇中，她展現了她優雅的跳躍身段。之後她又在Fox的《New York Undercover》中現身，更在ABC的Wonderful World of Disney節目《真人大小》中飾演一個意外獲得生命的娃娃，可謂遊走於各大電視頻道中。而泰拉邁向好萊塢的電影處女作是1999年的《Love Stick》，《女狼俱樂部》則是她的第二部電影，並旋即吸引了大家的目光，泰拉在劇中飾演一個想當律師的女吧臺洛伊Zoe，配合著精湛的舞技與歌聲迷惑眾生。也隨著《女狼俱樂部》在美大賣，當金牌製作人J.J. Abrams打算在他華納的影集中加入一個角色時，馬上就想到了泰拉。

### 近年生平
2005年泰拉走完維多利亞秘密的時裝展後正式退出模特兒行業，發展其他行業。2003年泰拉在美國電視台UPN製作《全美超模大賽》，現在超模大賽生死鬥播放至第二十三季(播放中)。她自己也有一個脫口秀《泰拉．班克斯 脫口秀》。以及和ELLE雜誌合作的「超級時尚編輯戰」。
泰拉也有參與不少電影的演出，如《月光光心慌慌之大屠殺》、《妹力四射》等電影。泰拉也嘗試向歌唱發展，2004年，泰拉推出第一支單曲「Shake Ya Body （页面存档备份，存于）」（搖動妳身體），超級名模生死鬥第二季的頭六名參賽者在比賽期間也有參與音樂錄影帶的演出。而泰拉在該集也自白自己將會千夫所指，受到全世界樂迷的批評。

## 泰拉．班克斯脫口秀
《泰拉．班克斯脫口秀》在2005年9月11日開始播放，泰拉是主持人，節目除了請來名人訪談，泰拉還會在節目為自己解釋。有一次，她在節目中卸下胸罩，象徵告訴世人們她的一雙胸部是不經加工的。此外，她還在節目中解釋超級名模生死鬥在澳洲偷拍照片一事，她說自己身體胖沒甚麼大不了，而且還激動的說：「親我的胖屁股！」（Kiss my fat ass） （页面存档备份，存于）
在2007年2月23日，泰拉請來了《美國偶像》的凱薩琳·麥菲上《泰拉．班克斯脫口秀》，泰拉忽然「胸襲」凱薩琳，事後令很多凱薩琳的影迷不滿
。
然而根據 節目影片 （页面存档备份，存于），卻可以看到其實泰拉正在跟她的來賓凱薩琳討論凱薩琳的豐胸傳聞，並在凱薩琳的同意下才以觸摸的方式親自證明並幫助凱薩琳澄清謠言，胸襲實在是過於斷章取意的說法。

## 感情生活
泰拉早前曾被傳與Tyler Perry拍拖，但之後就傳她與Chingy一起，是真是假就不得而知，知道的是她兩次請了Chingy上她的脫口秀。她曾與老虎伍茲拍拖，亦和知名球星Chris Webber傳過緋聞。
她長年來都保持她的感情世界不在鎂光燈下曝光。

## 義務工作
泰拉更展現她多才多藝的才華，不僅曾出美容書，同時也是T-zone夏令營的創始人，每年夏天舉辦為期一個禮拜的少女夏令營，幫助少年學習姊妹之誼，訓練這些孩子的獨立與培養自信，她同時在她洛杉磯Immaculate Heart高中母校，成立了獎學金，幫助許多非裔美人的女孩升學。

## 與娜歐蜜·坎貝兒的惡爭
90年代開始，當時的黑人超模娜歐蜜·坎貝兒不滿泰拉，為了避免泰拉令她的地位受損，娜歐蜜下令封殺泰拉，自此後兩人不和。
2006年，娜歐蜜破天荒到《泰拉．班克斯脫口秀》作嘉賓，自此後兩人和解。

## 站外連結
- 泰拉．班克斯在互联网电影资料库（IMDb）上的資料（英文）
- 泰拉的中文簡介
- 官方網站 （页面存档备份，存于）
- Tyra Banks Music